# Kazimierz Wolski (zm. 1713)
Kazimierz Wolski herbu Półkozic (zm. w 1713 roku) – kasztelan kruszwicki w latach 1710-1712, wojski kruszwicki i wojski brzeskokujawski w latach 1702-1710, skarbnik brzeskokujawski w latach 1698-1702, podwojewodzi inowrocławski.
Był elektorem Augusta II Mocnego z województwa brzeskokujawskiego w 1697 roku.